# Rwanda Broadcasting Agency
Rwanda Broadcasting Agency, nota anche con l'acronimo RBA, è l'ente radiotelevisivo pubblico del Ruanda. Trasmette da Kigali in kinyarwanda, francese e inglese.

## Storia
La radiofonia fu introdotta in Ruanda nel 1963, l'anno successivo all'indipendenza del Paese dal Belgio, con la creazione di ORINFOR (Office Rwandais d’Information), una società di radiofonia governativa, attraverso la quale venivano comunicati ai cittadini le necessità e l'ideologia del governo.
Consapevole del potere di questo medium, soprattutto nella mobilitazione delle comunità, il governo prima del 1994 usò ORINFOR (TV, radio, stampa) per diffondere la sua propaganda e, quindi, giocò un ruolo negativo nel genocidio dei tutsi del 1994.
Dopo il genocidio c'era un inarrestabile bisogno di fondare una nuova istituzione che soddisfacesse le necessità e gli interessi della gente, concentrandosi sui problemi dei cittadini invece di essere una cassa di risonanza del governo.
Nel corso degli anni ORINFOR era stata associata ad un'idea di inefficienza, cosicché la gente era desiderosa di una nuova istituzione con un nuovo mandato. 
Ciò avvenne nel 2013, quando una nuova legge dette vita alla RBA, un ente pubblico indipendente dedito a fornire al pubblico un servizio di qualità.

## Servizi

### Televisione
| Nome     | Sede   | Тipo        | Lancio | Lingua                         |
| -------- | ------ | ----------- | ------ | ------------------------------ |
| RwandaTV | Kigali | generalista |        | kinyarwanda, francese, inglese |
| KC2      | Kigali | generalista |        | kinyarwanda, francese, inglese |

### Radio
| Nome            | Sede      | Тipo        | Lancio | Lingua                         |
| --------------- | --------- | ----------- | ------ | ------------------------------ |
| Radio Rwanda    | Kigali    | generalista |        | kinyarwanda, francese, inglese |
| Magic FM        | Kigali    | generalista |        | kinyarwanda, francese, inglese |
| Radio Rusizi    | Rusizi    | locale      |        | kinyarwanda, francese, inglese |
| Radio Huye      | Huye      | locale      |        | kinyarwanda, francese, inglese |
| Radio Musanze   | Musanze   | locale      |        | kinyarwanda, francese, inglese |
| Radio Rubavu    | Rubave    | locale      |        | kinyarwanda, francese, inglese |
| Radio Nyagatare | Nyagatare | locale      |        | kinyarwanda, francese, inglese |

## Ricezione

### Terrestre
La radio di Rwanda Broadcasting Agency trasmette in AM e in FM; la televisione trasmette in DVB-T HD.

### Satellite[4]
| Satellite          | Express AMU1                 | Eutelsat 10B                 | Eutelsat 7C                  | SES 5                        | SES 4                        |
| Posizione orbitale | 36.1° E                      | 10.0° E                      | 7.0° E                       | 5.0° E                       | 22.0° W                      |
| Canali             | Rwanda TV, KC2, Radio Rwanda | Rwanda TV, KC2, Radio Rwanda | Rwanda TV, KC2, Radio Rwanda | Rwanda TV, KC2, Radio Rwanda | Rwanda TV, KC2, Radio Rwanda |
| Frequenza          | 12207 H                      | 3869 R                       | 11106 V                      | 11938 V                      | 11551 V                      |
| SR                 | 27500                        | 3333                         | 45000                        | 27500                        | 45000                        |
| FEC                | 3/4                          | 2/3                          | 5/6                          | 3/4                          | 3/4                          |
| Modulazione        |                              | 8PSK                         | QPSK                         | QPSK                         | QPSK                         |

### Streaming
Rwanda Broadcasting Agency in streaming